# Reniíta
La reniíta es un mineral de la clase de los minerales sulfuros. Fue descubierta en 1994 en el volcán Kudriavyi en la isla Iturup de las islas Kuriles, en el óblast de Sajalín (Rusia); siendo nombrada así por su composición química y aprobado como mineral en 2004. Sinónimos poco usados son: IMA1999-004a y kurilita.

## Características químicas
Es un sulfuro simple de renio.

## Formación y yacimientos
Se forma en ambiente volcánico, a partir de los gases de fumarolas ácidas calientes.

## Usos
Puede ser usado como mena del renio.